# Hartvig Nissen

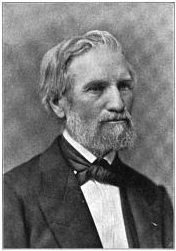
Hartvig Nissen.

Ole Hartvig Nissen, född den 17 april 1815 i Melhus socken, Søndre Trondhjems amt, död den 4 februari 1874 i Kristiania (nuvarande Oslo), var en norsk skolman. Han var far till Per och Henrik Nissen samt kusin till Tønder Nissen.
Nissen avlade filologisk ämbetsexamen 1843 och upprättade i Kristiania en på alldeles nya pedagogiska principer grundad latin- och realskola, som ägde bestånd till 1874 och åtnjöt högt anseende. Härmed förknippades 1849 "Nissens pigeskole", som ännu fortsätter sin verksamhet. Bägge blev förebildliga för landets högre skolväsen. 
Åren 1850–1854 var Nissen statskonsulent i skolärenden. På honom vilade i väsentlig mån förberedandet av folkskolelagen av 1860. Han var 1865–1872 expeditionschef i Kyrkodepartementet och samtidigt ordförande i kommittén för den genom lag av den 17 juni 1869 verkställda reformeringen av den högre skolan.
År 1872 utnämndes han till rektor vid Kristiania katedralskola. Nissen var den som först (1857) framkom med förslag till den 1869 genomförda grundlagsändringen om ettårigt i stället för treårigt storting. Hans samlade Afhandlinger vedrørende det høiere og lavere skolevæsen (utgivna av Kristian Larssen) utkom postumt 1876.